# Data Display Debugger
Der Data Display Debugger ist ein quell-offenes, grafisches Frontend für kommandozeilen-basierte Debugger und Teil des GNU-Projekts. Zweck von DDD ist es, die Fehlersuche in Programmen zu erleichtern, indem Datenstrukturen grafisch dargestellt werden. Dabei ist DDD selbst kein Debugger, sondern benötigt immer einen untergeordneten Debugger wie GDB, DBX oder XDB.
DDD eignet sich nicht nur zum Debuggen kompilierter Programme, sondern auch für interpretierte Sprachen wie Python, Perl oder Bash.
Das breiteste Funktionsspektrum bietet DDD in Verbindung mit dem GNU Debugger, GDB.
Allgemein lässt sich der Funktionsumfang von DDD in den folgenden Punkten zusammenfassen:
- Starten eines Programmes
- Stoppen des Programmablaufes
- Einsicht in Datenstrukturen
- Bearbeiten des Programm-Quelltextes

Mit dem DDD kann man zum Beispiel Quellcode-Zeilen und grafisch aufbereitete Daten betrachten, wobei Datenstrukturen als Diagramme angezeigt werden. Mit einem Mausklick können Zeiger dereferenziert oder Inhalte von Strukturen dargestellt werden, die jedes Mal aktualisiert werden, wenn das Programm angehalten wird.
Zur Verwendung mit DDD stehen zahlreiche Plug-ins zur Verfügung.